# مورتال كومبات سبيشال فورسيس
مورتال كومبات سبيشال فورسيس (بالإنجليزية: Mortal Kombat: Special Forces)‏ ، هي لعبة فيديو من نوع مغامرات وأكشن وأبرحهم ضرباً، أنتجت من قبل شركة ميدواي سنة 2000م، وبطل اللعبة الوحيد هو جاكس، وهو عسكري أمريكي يبحث عن أخطر المحاربين كالمقاتل سكوربيون.

## وصلات خارجية
- Mortal Kombat: Special Forces at موبي جيمز